# 証拠保全
証拠保全（しょうこほぜん）とは、裁判などに用いる証拠を確保することを言う。
日本では一般に、民事訴訟事件・刑事訴訟事件において、あらかじめ証拠調べをしておかなければその証拠を使用することが困難な事情がある場合に、口頭弁論や公判期日前に証拠調べをする手続を指す。

## 日本における証拠保全

### 民事訴訟
裁判所は、あらかじめ証拠調べをしておかなければその証拠を使用することが困難となる事情があると認めるときは、申立てにより、証人尋問、当事者尋問、検証、書証の取調べ等をすることができる（民事訴訟法234条）。
訴えの提起前に裁判所に申し立てるのが通常であるが（同法235条2項）、訴えの提起後であっても申立てが可能である（同条1項）。
典型的には、証人の病状が極めて悪化したり海外に滞在する予定があって、そのまま口頭弁論まで待っていればもはや証人尋問が困難になるため、あらかじめ証人尋問を行うといった場合が想定されていたが、証拠が改竄（かいざん）されるおそれがある場合では認められるようになってきた。
医療訴訟などにおいては、患者側が、訴訟の準備段階において、カルテが改竄されるのを防ぐため、医師や医療機関を相手方として証拠保全の申立てを行い、裁判所が病院等を訪れてカルテなどの検証を行うといった形での使用が主になっている。そして、そこで得られたカルテを検討して実際に訴訟を起こすかどうか検討する場合が多いという。

### 刑事訴訟
請求権者の範囲
被告人、被疑者又は弁護人は、あらかじめ証拠を保全しておかなければその証拠を使用することが困難な事情があるときは、第1回公判期日前に限り、裁判官に対し、押収・捜索・検証・証人尋問・鑑定の処分を請求することができる（刑事訴訟法179条1項）。
証拠保全の制度趣旨・実際の運用
捜査機関には強制捜査権が認められているのに対し、被疑者（被告人）・弁護人には強制捜査権がないことから、その防御のために認められた制度であるが、あまり活用例は多くないようである。典型的な利用例として、取調べで暴力を受けたとする被疑者の供述について後の公判で任意性を争うために、傷が回復して公判時点で立証が困難にならないように捜査段階の時点であらかじめ身体を検証して証拠保全したり、アリバイ証人について病気で重症化が想定され公判時点においては証人が供述不能になることが想定される場合に、公判前に証拠保全で証人尋問を請求することがあげられる。
捜査機関収集・保管証拠に対する証拠保全手続の利用の可否
最高裁は、捜査機関の手持ち証拠を証拠保全手続により押収できるか争われた事件で、捜査機関が収集し保管している証拠については、特段の事情のない限り、証拠保全手続の対象にならないとの判断を示した（最高裁平成17年11月25日決定・刑集59巻9号1831頁）。
- 要旨：捜査機関が収集し保管している証拠は，刑訴法179条の証拠保全手続の対象となるか（原則消極）
- 判示：「捜査機関が収集し保管している証拠については，特段の事情が存しない限り，刑訴法179条の証拠保全手続の対象にならない」